# Barak
En barak er et mindre typisk modulopbygget (træ)hus normalt beregnet til midlertidig ophold af mennesker.
Eksempel på barakker er bygningsbarakker, som er mobile huse, der kan føjes sammen og stilles op ved byggeri for at tjene som lokaler for byggearbejdere eller som erstatningslokaler til den virksomhed som midlertidigt skal flytte ud. Et andet anvendelsesområde er nødboliger i forbindelse med naturkatastrofer.
Et andet eksempel er militærbarakker – enkle bygninger som opføres på midlertidige militære baser for at huse militært personale.
Det engelske ord barracks, som undertiden fejlagtigt oversættes til "barakker", betyder permanente militære bygninger, altså en kaserne.